# NHKジャーナル
NHKジャーナル（エヌエイチケイ・ジャーナル）は、NHKラジオ第1で1982年4月5日から平日の22時台に放送されている報道番組である。

## 概要
ラジオの報道番組としては1980年から1981年まで「ラジオジャーナル」があったが、プロ野球の放送スケジュールに対応するため、4月から9月までは22時台、10月から3月までは19時台に40分枠で放送されていた。一方、当時テレビでは21時台に「ニュースセンター9時」(NC9) が放送されて総合報道番組として高い評価を得ていたことから、ラジオでも同様な番組を設けるべきと要望がニュース編集・番組制作の現場から高まり、その日のニュースを総合的に伝える「22時のニュース」と「ラジオジャーナル」を統合し、通年22時台に1時間枠の総合報道番組として再編成した。
当日の国内外の様々なニュースや出来事をまとめて伝え、キャスターのニュースデスクが背景や課題を解説するとともに、直接取材した記者のリポートや関係者のインタビューを交えてニュースを分かりやすく伝えることに努めた。現在は国内向けのラジオ第1放送と、海外向けのNHKワールドラジオ日本で同時放送されている。国内と海外の同時放送は定時番組として初めてである。本編成の実施に向けてゼネラルサービスの編成も見直され、原則として日本時間の奇数時が日本語、偶数時が英語としていたものを22時台と23時台を入れ替えて、それぞれ2時間連続編成とした。祝日は番組は休みで、22時から5分間のニュースと特集番組を放送している。
2012年度から番組のホームページに、過去のニュースやリポートの一部を聴取するコーナーを設け、インターネットラジオ「らじる★らじる」やポッドキャスティング経由の聴取方法を紹介している。
2016年4月からリスナー参加型番組の機能も加え、番組ウェブサイト、メール、ツイッターを活用して聴取者から意見や質問などを募集して、キャスターが応える。2月29日に番組の公式ツイッターが開設された。

## オープニングの挨拶
番組開始当初は、男性メインキャスターが「10時になりました…。○月○日・○曜日のNHKジャーナルです」と挨拶した後、当日伝えるニュースのヘッドライン3項目程度を紹介した。
山口勝から永井克典までの時代は、
- 男性メインキャスター「10時になりました」
- 出演者全員「こんばんは」
- 男性メインキャスター「○月○日・○曜日のNHKジャーナル、（名前）です」
- 女性サブキャスター「（名前）です」
- ニュースデスク「ニュースデスク（名前）です」とキャスター3人が順に挨拶した後、3人でニュースのヘッドラインと、その日放送するリポートの内容を紹介している。

山田康弘からの時代は
- 男性メインキャスター「○月○日・○曜日、夜10時になりました」
- 出演者全員「こんばんは」
- 男性メインキャスター「NHKジャーナル、（名前）です」「今夜のトップニュースは○○○（ニュースの内容）です。」
- 女性サブキャスター「（名前）です」「（トップニュースの触り）」
- ニュースデスク「ニュースデスクの（名前）です」「（トップニュースの解説）」とキャスター3人が一人ずつ挨拶した後、ニュースのヘッドラインとその日放送するリポートの内容を紹介している。
- 「番組をお聴きのあなたからのご質問等をお待ちしております。番組ホームページの投稿フォームから送ることができます。Twitterは#NHKジャーナルをつけて呟いてください。」と宣伝する。
- 男性メインキャスター「それではNHKジャーナル、スタートです。」

打越裕樹からの時代は
- 男性メインキャスター「○月○日・○曜日、夜10時になりました」
- 出演者全員「こんばんは」
- 男性メインキャスター「NHKジャーナル、（名前）です」「今夜のトップニュースは○○○（ニュースの内容）です。」
- 女性サブキャスター「（名前）です」「（トップニュースの触り又は2番目に報道するニュースの内容）」
- ニュースデスク「ニュースデスクの（名前）です」「（2番目のニュースの解説、または更にその次のニュースの内容）」
- （2023年度より）気象予報士「気象予報士の（名前）です。（天気のポイント）。気象コーナーで詳しく。」
- 男性メインキャスター「今日の特集は○○○（特集の題名→特集の概要）。」
- 女性メインキャスター又はニュースデスク「○○○（特集の概説）。」ゲストがいる場合は女性メインキャスターが「今夜のゲストは○○○（ゲストの名前）さんです。」→「（ゲストが概説）。」→「10時○分頃からです。」
- テーマソング終了までに時間があれば、男性メインキャスターが「番組をお聴きのあなたからのご質問等をお待ちしております。番組ホームページの投稿フォームから送ることができます。Twitterは#NHKジャーナルをつけてつぶやいてください。」
- 男性メインキャスター「それではNHKジャーナル、スタートです。」

テーマソングはシンセサイザーやピアノ系のインストゥルメンタルが使用されている。

## エンディングの挨拶
永井克典の時代まで
- 男性メインキャスター「NHKジャーナル、（名前）」
- 女性サブキャスター「（名前）」
- 気象予報士「気象予報士・（名前）」
- ニュースデスク「ニュース解説は（名前）でした。」

女性サブキャスターは月曜から木曜までは「また明日も夜10時にお会いしましょう。」、金曜（翌日が祝日の場合は木曜）は「良い週末をお過ごしください、また来週です。」または「また来週月曜日夜10時にお会いしましょう。」と挨拶する。
山田康弘以降の時代
- 男性メインキャスター「NHKジャーナル、（名前）と」
- 女性サブキャスター「（名前）」
- 気象予報士「気象予報士・（名前）」
- ニュースデスク「ニュース解説は（名前）でお送りしました。」

女性サブキャスターは月曜から金曜まで「この後は各地のニュース・天気予報を挟んでラジオ深夜便（、担当は○○アンカーです）。」と挨拶する。2019年度から、エンディングの挨拶後に翌日あるいは翌月曜日に放送する予定の内容を簡潔に述べたり、挨拶を省いて男性メインキャスターや女性サブキャスターが「今夜はこれで失礼します。」と挨拶する。

## 出演者・担当
メインキャスターが番組を進行し、サブキャスターとともにニュース原稿を読み、ニュースデスクが解説を加える。主要なニュースは、ニュースデスクが専門家にインタビューしたり、海外の特派員や国内各局の記者から報告をうけて背景や課題を詳しく伝える。一部のレポートは報道記者のほかラジオセンタースタッフとして携わる元職のアナウンサーが出演する場合もある。
メインキャスター
- 野村優夫（2024年4月1日 - 、2025年4月期からは北野と隔週交代）
- 北野剛寛（2025年3月31日 - 、野村と隔週交代）

サブキャスター
- 結野亜希（2022年10月3日 - ）

ニュースデスク
以下の記者が隔週で担当
- 村岡孝彦（2025年8月18日 - ）
- 津屋尚（2025年4月3日 - ）

気象予報士
- 佐藤可奈子（2023年4月3日 - ）[3]

### 出演者変遷
同時期に2名併記は、各々隔週で担当。
| 期間       | 期間       | メインキャスター                   | メインキャスター                   | サブキャスター | サブキャスター | ニュースデスク    | ニュースデスク  | 気象情報                                  | 気象情報                                  |
| ---------- | ---------- | ---------------------------------- | ---------------------------------- | -------------- | -------------- | ----------------- | --------------- | ----------------------------------------- | ----------------------------------------- |
| 1982.04    | 1983.03    | 鈴木正導 チーフディレクター 大沼巌 | 鈴木正導 チーフディレクター 大沼巌 |                | 梶伸子 加賀緑  |                   | 吉田謙一 鈴木毅 | 不明 （日替わりで男性の気象予報士が担当） | 不明 （日替わりで男性の気象予報士が担当） |
| 不明       | 不明       | 谷岡理香                           | 谷岡理香                           |                |                |                   |                 | 不明 （日替わりで男性の気象予報士が担当） | 不明 （日替わりで男性の気象予報士が担当） |
| 1989年頃   | 不明       | 児玉士誠                           | 児玉士誠                           | 谷岡理香       |                |                   |                 | 不明 （日替わりで男性の気象予報士が担当） | 不明 （日替わりで男性の気象予報士が担当） |
| 不明       | 不明       | 梅津正樹                           | 梅津正樹                           |                |                |                   |                 | 不明 （日替わりで男性の気象予報士が担当） | 不明 （日替わりで男性の気象予報士が担当） |
| 不明       | 不明       | 横山義恭                           | 横山義恭                           |                |                |                   |                 | 不明 （日替わりで男性の気象予報士が担当） | 不明 （日替わりで男性の気象予報士が担当） |
| 不明       | 不明       | 佐藤敏彦                           | 佐藤敏彦                           |                |                |                   |                 | 不明 （日替わりで男性の気象予報士が担当） | 不明 （日替わりで男性の気象予報士が担当） |
| 不明       | 1995.03    | 伊丹賢太郎                         | 伊丹賢太郎                         |                |                |                   |                 | 不明 （日替わりで男性の気象予報士が担当） | 不明 （日替わりで男性の気象予報士が担当） |
| 1995.04    | 1996.11    | 坪倉善彦                           | 坪倉善彦                           |                |                |                   |                 | 不明 （日替わりで男性の気象予報士が担当） | 不明 （日替わりで男性の気象予報士が担当） |
| 1996.11    | 1997.11.1  | 坪倉善彦                           | 坪倉善彦                           | 向坂真弓       | 小籔加奈子     | 入山秀昭          | 入山秀昭        | 不明 （日替わりで男性の気象予報士が担当） | 不明 （日替わりで男性の気象予報士が担当） |
| 1997.11.5  | 1998.03.31 | 山下俊文                           | 山下俊文                           | 向坂真弓       | 小籔加奈子     | 入山秀昭          | 入山秀昭        | 不明 （日替わりで男性の気象予報士が担当） | 不明 （日替わりで男性の気象予報士が担当） |
| 1998.04.01 | 1999.06.11 | 山下俊文                           | 山下俊文                           | 中島裕子       | 岩井理江       | 入山秀昭          | 入山秀昭        | 不明 （日替わりで男性の気象予報士が担当） | 不明 （日替わりで男性の気象予報士が担当） |
| 1999.06.14 | 2000.03.24 | 佐藤敏彦                           | 佐藤敏彦                           | 中島裕子       | 岩井理江       | 入山秀昭          | 入山秀昭        | 不明 （日替わりで男性の気象予報士が担当） | 不明 （日替わりで男性の気象予報士が担当） |
| 2000.03.27 | 2001.03.30 | 佐藤敏彦                           | 佐藤敏彦                           | 中島裕子       | 岩井理江       | 下境博            | 下境博          | 不明 （日替わりで男性の気象予報士が担当） | 不明 （日替わりで男性の気象予報士が担当） |
| 2001.04.02 | 2002.10.04 | 梅津正樹                           | 梅津正樹                           | 中島裕子       | 釜井美帆       | 下境博            | 下境博          | 不明 （日替わりで男性の気象予報士が担当） | 不明 （日替わりで男性の気象予報士が担当） |
| 2002.10.07 | 2003.03.28 | 梅津正樹                           | 梅津正樹                           | 中島裕子       | 釜井美帆       | 藤田寛            | 藤田寛          | 不明 （日替わりで男性の気象予報士が担当） | 不明 （日替わりで男性の気象予報士が担当） |
| 2003.03.31 | 2004.03.26 | 梅津正樹                           | 梅津正樹                           | 中島裕子       | 鈴木順子       | 藤田寛            | 藤田寛          | 不明 （日替わりで男性の気象予報士が担当） | 不明 （日替わりで男性の気象予報士が担当） |
| 2004.03.29 | 2005.06.03 | 山本和之                           | 山本和之                           | 中島裕子       | 中島裕子       | 竹田忠            | 竹田忠          | 不明 （日替わりで男性の気象予報士が担当） | 不明 （日替わりで男性の気象予報士が担当） |
| 2005.06.06 | 2006.03.31 | 福井裕一郎                         | 福井裕一郎                         | 中島裕子       | 中島裕子       | 竹田忠            | 竹田忠          | 不明 （日替わりで男性の気象予報士が担当） | 不明 （日替わりで男性の気象予報士が担当） |
| 2006.04.03 | 2006.09.29 | 福井裕一郎                         | 福井裕一郎                         | 臼井昭子       | 臼井昭子       | 竹田忠            | 竹田忠          | 吉田友海                                  | 不明                                      |
| 2006.10.02 | 2008.03.28 | 福井裕一郎                         | 福井裕一郎                         | 臼井昭子       | 臼井昭子       | 松本浩司          | 松本浩司        | 吉田友海                                  | 不明                                      |
| 2008.03.31 | 2008.06.13 | 福井裕一郎                         | 福井裕一郎                         | 中野由貴       | 中野由貴       | 松本浩司          | 松本浩司        | 吉田友海                                  | 不明                                      |
| 2008.06.13 | 2009.03.27 | 鹿野睦                             | 鹿野睦                             | 中野由貴       | 中野由貴       | 松本浩司          | 松本浩司        | 吉田友海                                  | 不明                                      |
| 2009.03.30 | 2009.10.30 | 鹿野睦                             | 鹿野睦                             | 中野由貴       | 中野由貴       | 松坂秀幸          | 松坂秀幸        | 吉田友海                                  | 望月圭子                                  |
| 2009.11.02 | 2010.03.26 | 鹿野睦                             | 鹿野睦                             | 中野由貴       | 中野由貴       | 松坂秀幸          | 松坂秀幸        | 榊原淳子                                  | 望月圭子                                  |
| 2010.03.29 | 2011.03.25 | 山口勝                             | 山口勝                             | 中野由貴       | 中野由貴       | 松坂秀幸          | 松坂秀幸        | 福田寛之                                  | 福田寛之                                  |
| 2011.03.28 | 2011.05.13 | 山口勝                             | 山口勝                             | 中野由貴       | 中野由貴       | 村田英明          | 村田英明        | 福田寛之                                  | 福田寛之                                  |
| 2011.05.16 | 2011.06.03 | 山口勝                             | 山口勝                             | 中野由貴       | 中野由貴       | 出雲秀一          | 村田英明        | 福田寛之                                  | 福田寛之                                  |
| 2011.06.06 | 2011.09.30 | 和田源二                           | 小野卓司                           | 中野由貴       | 中野由貴       | 出雲秀一          | 村田英明        | 福田寛之                                  | 福田寛之                                  |
| 2011.10.03 | 2012.03.30 | 和田源二                           | 小野卓司                           | 中野由貴       | 中野由貴       | 村田英明          | 村田英明        | 福田寛之                                  | 福田寛之                                  |
| 2012.04.02 | 2012.09.30 | 坂本朋彦                           | 坂本朋彦                           | 齋暢子         | 齋暢子         | 村田英明          | 村田英明        | 福田寛之                                  | 福田寛之                                  |
| 2012.10.03 | 2013.09.27 | 坂本朋彦                           | 坂本朋彦                           | 齋暢子         | 齋暢子         | 村田英明 小野正晴 |                 | 福田寛之                                  | 福田寛之                                  |
| 2013.09.30 | 2014.03.28 | 坂本朋彦                           | 坂本朋彦                           | 齋暢子         | 齋暢子         | 村田英明 小野正晴 | 西垣幸児        | 福田寛之                                  | 福田寛之                                  |
| 2014.03.31 | 2015.09.25 | 永井克典                           | 永井克典                           | 奥村奈津美     | 奥村奈津美     | 西垣幸児          | 西垣幸児        | 福田寛之                                  | 福田寛之                                  |
| 2015.09.28 | 2016.04.01 | 永井克典                           | 永井克典                           | 奥村奈津美     | 奥村奈津美     | 岩本裕            | 西垣幸児        | 福田寛之                                  | 福田寛之                                  |
| 2016.04.04 | 2017.03.31 | 永井克典                           | 永井克典                           | 奥村奈津美     | 奥村奈津美     | 岩本裕            | 池光敏弘        | 福田寛之                                  | 福田寛之                                  |
| 2017.04.03 | 2018.06.08 | 山田康弘                           | 山田康弘                           | 菅野真美恵     | 菅野真美恵     | 岩本裕            | 西川拓之介      | 伊藤みゆき                                | 伊藤みゆき                                |
| 2018.06.11 | 2018.06.29 | 山田康弘                           | 山田康弘                           | 菅野真美恵     | 菅野真美恵     | 岩本裕            | 岩本裕          | 伊藤みゆき                                | 伊藤みゆき                                |
| 2018.07.02 | 2019.03.29 | 山田康弘                           | 山田康弘                           | 菅野真美恵     | 菅野真美恵     | 森田智之          | 岩本裕          | 伊藤みゆき                                | 伊藤みゆき                                |
| 2019.04.01 | 2020.03.27 | 山田康弘                           | 山田康弘                           | 菅野真美恵     | 菅野真美恵     | 森田智之          | 岩本裕          | 福田寛之                                  | 福田寛之                                  |
| 2020.03.30 | 2021.07.02 | 武田涼介                           | 武田涼介                           | 菅野真美恵     | 菅野真美恵     | 森田智之          | 岩本裕          | 福田寛之                                  | 福田寛之                                  |
| 2021.07.19 | 2022.04.01 | 武田涼介                           | 武田涼介                           | 菅野真美恵     | 菅野真美恵     | 山崎淑行          | 岩本裕          | 福田寛之                                  | 福田寛之                                  |
| 2022.04.04 | 2022.07.22 | 打越裕樹                           | 打越裕樹                           | 菅野真美恵     | 菅野真美恵     | 山崎淑行          | 岩本裕          | 福田寛之                                  | 福田寛之                                  |
| 2022.07.25 | 2022.08.05 | 打越裕樹                           | 打越裕樹                           | 菅野真美恵     | 菅野真美恵     | 山崎淑行          | 山崎淑行        | 福田寛之                                  | 福田寛之                                  |
| 2022.08.08 | 2022.09.30 | 打越裕樹                           | 打越裕樹                           | 菅野真美恵     | 菅野真美恵     | 山崎淑行          | 緒方英俊        | 福田寛之                                  | 福田寛之                                  |
| 2022.10.03 | 2023.03.31 | 打越裕樹                           | 打越裕樹                           | 結野亜希       | 結野亜希       | 山崎淑行          | 緒方英俊        | 福田寛之                                  | 福田寛之                                  |
| 2023.04.03 | 2024.03.29 | 打越裕樹                           | 打越裕樹                           | 結野亜希       | 結野亜希       | 山崎淑行          | 緒方英俊        | 佐藤可奈子                                | 佐藤可奈子                                |
| 2024.04.01 | 2025.03.28 | 野村優夫                           | 野村優夫                           | 結野亜希       | 結野亜希       | 山崎淑行          | 山本未果        | 佐藤可奈子                                | 佐藤可奈子                                |
| 2025.03.31 | 2025.08.01 | 野村優夫                           | 北野剛寛                           | 結野亜希       | 結野亜希       | 山崎淑行          | 津屋尚          | 佐藤可奈子                                | 佐藤可奈子                                |
| 2025.08.04 | 現在       | 野村優夫                           | 北野剛寛                           | 結野亜希       | 結野亜希       | 村岡孝彦          | 津屋尚          | 佐藤可奈子                                | 佐藤可奈子                                |

## 放送時間
- 原則として祝日及び年末年始を除いて[4][5][6]毎週月曜日から金曜日 22時00分 - 22時55分
- NHKプロ野球中継放送が延長した場合は、延長分をスライド放送している。2018年度までは木・金曜日放送分が該当するが、2019年度以降は原則として不定期に実施している。現在、野球中継枠は土曜デーゲームに移動したが、オリンピック中継が行われる際は同様の対応を取り、場合によって本番組は時間を短縮する。
- 原則として祝日及び年末年始、年度によって大型連休やお盆休みに当たる特定の期間中は放送を休止[5]し、22時00分 - 22時05分はニュース、22時05分 - 22時55分は特集番組を放送している[7]。

変遷
- 番組開始当初は22時00分 - 22時56分。残り4分はローカルニュースだった。
- 1984年 - 1996年頃は22時00分 - 23時00分
- 1996年 - 2000年頃は22時00分 - 22時45分（わたしの歌日記（1996年度）→フレッシュトーク（1997 - 2000年度）を放送するため短縮）
- 2001年 - 2008年度は22時00分 - 22時55分（残り5分は音の風景）
- 2009年度は22時00分 - 23時10分（23時の定時ニュースを統合）
- 2010年 - 2014年度は22時00分 - 23時00分（23時の定時ニュースを分離）
- 2015年度は22時00分 - 23時05分（23時の定時ニュースを統合）
- 2016年度 - 2018年度は22時00分 - 23時10分
- 2019年度からは22時00分 - 22時55分（23時の定時ニュースを分離）
  - 2009年度と2015年度から2018年度までは、23時の定時ニュースの枠を統合し、当番組の終了後は10分を5分に短縮してローカルニュース・気象情報と航行警報、明日の暦[8]を放送した。原則として祝日と年末年始は当番組が休止[5]となるため、22時55分 - 23時00分にローカルニュースを放送し、続いて23時00分 - 23時05分に定時の全国ニュースを放送した。
- 年末は仕事納めの12月28日が最終放送であったが、2010年から「私も一言!夕方ニュース」をもとに6時間のニュースハイライト特番[9]を編成し、前日の12月27日が最終となった。2012年は「夕方ニュース」と「NHKジャーナル」を一体として6時間の特番を編成した。当番組からは第2部総合司会として坂本、レポーターとして斎が参戦した。2013年と2014年は「夕方ニュース」との合同特番とせず、2013年12月27日と2014年12月26日の通常放送がそれぞれ年末最後の放送となった。
- 大規模事件の発生当日は拡大放送が行われる場合がある。2012年12月26日の放送は第2次安倍内閣組閣に伴う報道のため、21時25分から繰り上げて放送され、21時55分まで放送が予定された「ライブハウス・R-1」の放送枠が削減された[10]。2017年5月9日の放送は2017年韓国大統領選挙開票に伴う報道のため、「サンドウィッチマンの天使のつくり笑い」の放送枠が削られた。

## 主なコーナー
22時01分頃 - ニュースアップ
メイン・サブキャスターがニュースを読み上げたあと、ニュースデスクが掘り下げる。専門家、記者、地方局アナウンサー、ラジオセンターディレクター、解説委員が登場することもある。ニュースアップはスポーツニュースや特集のあとにも放送することがある。
22時20分頃 - スポーツニュース
22時30分頃 - 特集コーナー
- 月曜日と木曜日[12]は「ジャーナル特集」として社会のいまを切り取る幅広いテーマの取材リポートや旬の人のインタビューを放送。（別の曜日にも放送することがある。）
  - 2023年度の新コーナーとして「斎藤幸平のFuture Dialogue」（4月3日初放送）、「古舘伊知郎のひと言いわせろ」（5月15日初放送）がある。
- 火曜日は「ジャーナル地域発」として各地方の話題を各放送局のアナウンサーらが伝える。
- 水曜日は「ジャーナル医療健康」として、専門医や有識者を招き、医療の現状や健康のコツを特集する。
- 金曜日[13]はスポーツの話題を伝える「ジャーナルスポーツ」。スポーツ解説者が登場し、これから行われる大会の見どころなどを紹介する。
  - 主な解説者は、小早川毅彦（プロ野球）、舞の海秀平（大相撲）、宮澤ミシェル（サッカー）、増田明美（陸上）ら。
- 2022年度まで金曜日は「ジャーナル文化流行」を放送した。内容の一部は2023年度以降も継続される予定。
  - 2022年度の新コーナーとして、ペットの話題から社会を考える「わんにゃんジャーナル」がある。2022年9月14日に初放送。
  - 厚切りジェイソンがニュースデスクとともに、日本とアメリカに共通する社会問題を掘り下げる「日米WHY問答」を放送する。放送は主に第4週。
  - 「マンスリー・ブックレビュー」と題して、本に関わりのあるゲストが"いまオススメの本"を紹介する。ゲスト:中江有里（女優）、岸本佐知子（翻訳家）、新井見枝香（カリスマ書店員）、石岡良治（批評家）
  - 「ジャーナル経済」毎月いま注目される経済のニュースやお金の話題を取り上げ、人びとの暮らしを扱う。山崎デスクが取材・報告。初回は2022年4月8日。
- 特集とは別に毎週金曜日、気象予報士の佐藤可奈子が天気と暮らしにかかわる話題を紹介する「さとかなのこれしっとかな」が2023年4月から放送されている。

22時40分頃 - これまでに入ってきているニュース
ニュースアップ以外のニュースのフラッシュ版。午後8時、午後9時、午後11時など当日夜から翌日朝のニュースを担当しているアナウンサーが読み上げる。
22時44分頃 - 株と為替の値動き
メインキャスターが担当する。
22時45分頃 - 気象情報
今後の天気の行方や注意・警戒点の解説、翌日の全国各地（「沖縄・奄美」「九州・四国・中国」「近畿・東海・北陸」「関東・甲信越」「東北・北海道」）の天気予報や主な都市の予想最低・最高気温、今後の天気の傾向や注意点等の説明で構成される。担当：佐藤可奈子（気象予報士）。
22時50分頃 - 番組に寄せられたメッセージ、ご意見
[x(旧Twitter)]やメールで寄せられているコメントや質問を紹介し、ニュースデスクや特集コーナーに出演したゲストが答えることもある。

### 過去のコーナー
ウィークリービジネス（金曜）
1週間の経済トピックスから注目のテーマを取り上げてエコノミストによる解説を行う。2014年4月でから始まり現在は放送されていない。
きょうのホットワード（毎日）
TwitterなどのSNSで話題となったトレンドワードを毎日ひとつ取り上げた。放送時間が22時55分までになった2019年春で終了。
ミニ・ビルリオバトル
「ジャーナル文化流行」内で毎月金曜第一週に放送していた。初回は2017年4月7日。ビブリオバトルの公式ルールを採用し、時間は短縮した3分間で二人のゲストが本を紹介する。番組放送中に視聴者の投票で結果を決める。2020年に新型コロナウイルスの感染拡大などに合わせ終了し、本の紹介は先述の「マンスリーブックレビュー」に引き継がれた。
月刊おとなニュース
ともに「週刊こどもニュース」のお父さん（解説担当記者）だったことを縁に始まった、ニュースデスクの岩本と池上彰がニュースを語り合う月1回、月曜日のジャーナル特集などで放送したコーナー。2019年度にスタートし、岩本の番組交代をもって2022年7月4日に終了。
※このほか、ジャーナル文化流行（金曜）の中でおすすめの映画やアカデミー賞などの映画情報を伝えていた。ニュースデスクの岩本の交代に合わせ、2022年7月に終了している。映画評論家の渡辺祥子がゲスト出演。

## スピンオフ番組
- 「ジャーナルクロス」(ロゴマークは「ジャーナルX クロス」と記載）[16][17]
  - 2022年度は、概ね月に1回の年間10回程度で、金曜20時05分ごろから20時55分に生放送[18]。2023年は不定期。最近のニュースをにぎわせている社会問題を毎回一つせき止めて取り上げる。2022年4月より放送開始。
  - 司会:佐藤俊吉（2022年4月 - 2023年3月）、八田知大（2022年4月 - 2023年3月）
    - ※2023年4月からはシフト勤務

### 取り上げたテーマ
2022年度
- 4月29日 - コロナ禍で広がる子ども食堂（19:20-20:55　ゲスト：村上知子（森三中)）
- 5月27日 - 演劇で迫る沖縄本土復帰50年（2022年度文化庁芸術祭出品　ゲスト：津嘉山正種）※同年10月30日に再放送
- 6月24日 - 水害からどう守る
- 7月22日 - どうなる?地方鉄道　ゲスト：宇都宮浄人（関西大学教授）[20]
- 8月26日 - “戦争犯罪”被害者の声 〜ウクライナ侵攻から半年〜
- 9月23日 - 銃撃の波紋（安倍晋三銃撃暗殺事件の国葬を前に放送　19:20-20:55=前編「国葬」　ゲスト：江川紹子・宮間純一（中央大学文学部教授）、後編=「政治と宗教・宗教2世」　ゲスト：江川紹子・櫻井義秀・横道誠（京都府立大学准教授）の2部構成[21]）
- 10月28日 - 物価高をどう乗り切る?　ゲスト：小方尚子（日本総研調査部主任研究員）、村上知子[22]
- 11月25日 - ジェンダー格差を越えて　ゲスト：田中俊之、浜田敬子[23]
- 12月23日　-　困窮する若年女性たち〜コロナ・物価高の陰で〜　ゲスト：奥田知志、大谷恭子（弁護士）[24]
- 1月27日　-　これでいいのか?“安全保障政策”大転換　ゲスト：香田洋二、中野晃一
- 2月24日　-　ウクライナ侵攻から1年
- 3月24日　-  コロナ5類へ　ゲスト：舘田一博、大塚文男（岡山大学病院副病院長）、佐藤佳、谷口俊文（千葉大医学部附属病院）

2023年度
- 5月27日 -   核の脅威を問う ～G7広島サミットを受けて～(18:05-19:50)前編＝核兵器のない世界への具体的な一歩は?、後編＝原発の攻撃リスクにどう備える？　出演：中山果奈、山崎淑行
- 6月18日 -   水害からどう身を守る？～犠牲者を出さないために～（14:05-14:55） 出演：打越裕樹、牛山素行、奥村奈津美
- 8月16日 -   路上が居場所の子どもたち（22:05〜22:55）　出演：久保田祐佳
- 10月15日 -  藤井聡太　八冠独占～なぜこれほど強いのか～（14:05-14:55） 出演：杉本昌隆、木村一基、山口恵梨子　司会：後藤理
- 12月3日　-　ガザの人々は？～イスラエル・ハマス衝突から2か月～（14:05-14:55）　ゲスト：清田明宏（UNRWA保健局長）、手島正之（認定NPO法人「パレスチナ子どものキャンペーン」）、ハニン・シアム（ガザ出身）、ホルコム ジャック和馬
- 3月1日　-　なぜ命を守れなかったのか？～能登半島地震から2か月～（16:05-16:55）　ゲスト：牛山素行、打越裕樹